# Pont-rivière du Glandon
Le pont-rivière du Glandon, aussi appelé pont-canal du Glandon, est un pont-rivière de France situé en Savoie, dans la vallée de la Maurienne, à Saint-Étienne-de-Cuines. Il permet à la voie communale de la route de la Digue et au Glandon de franchir l'autoroute A43 juste avant sa confluence avec l'Arc.